# Csunzshavas
Csunzshavas (románul: Ciungu Mare) falu Romániában, Erdélyben, Hunyad megyében.

## Fekvése
Romoszhely mellett fekvő település.

## Története
Csunzshavas korábban Romoszhely része volt.
1910-ben 259 lakosából 231 román, 3 magyar volt. 1956-ban 211 lakosa volt. 1966-ban 186, 1977-ben 234, 1992-ben 166, a 2002-es népszámláláskor pedig 167 román lakosa volt.